# دژ کوف‌اشتاین

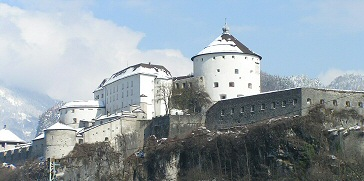
دژ کوف‌اشتاین

دژ کوف‌اشتاین (آلمانی: Festung Kufstein) مهم‌ترین جاذبهٔ گردشگری کوف‌اشتاین، شهری در ایالت تیرول در اتریش است. برخی اوقات به‌طور اشتباه آن را با دژ جرولدسک اشتباه می‌گیرند. این دژ بر روی یک تپه قرار گرفته که بر خطه کوف‌اشتاین فرمانروایی می‌کند. دژ کوف‌اشتاین ۵۰۷ متر بالاتر از سطح دریا یا آب قرار گرفته‌است.
این دژ توسط یک قطار کابلی به نام فستونگسبان یا راه‌آهن دژ به شهر پیوند دارد.

## تاریخچه

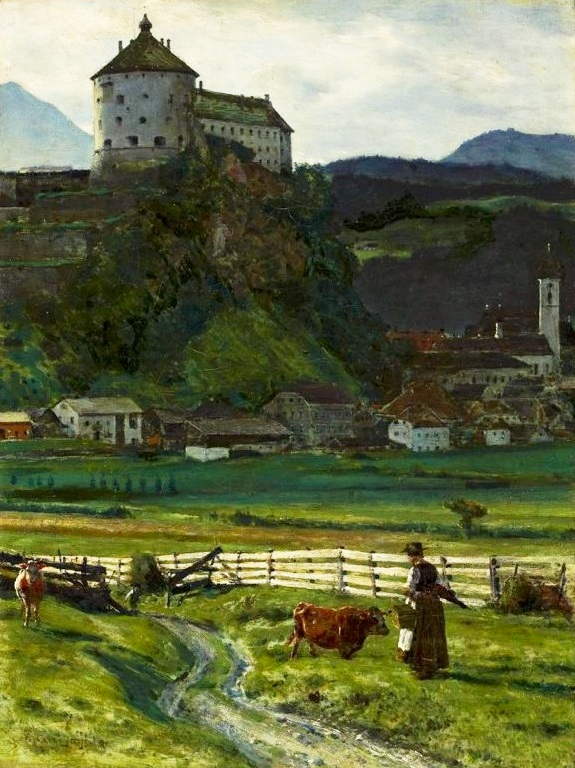
دژ کوف‌اشتاین در سال ۱۸۸۹، اثر الکساندر گیرمسکی، موزه ملی ورشو

نخستین بار از این دژ به عنوان کاستروم کااوف‌اشتاین در سندی متعلق به سال ۱۲۰۵ یاد شده‌است. در آن زمان، این اراضی تحت مالکیت دوک‌نشینی بایرن، لودویگ و اسقف رگنسبورگ قرار داشت. در سال ۱۴۱۵ توسط دوک بایرن، لویی هفتم، تقویت شد. زمانی که مارگراف چارلزِ موراویا مجبور شد از تعقیب بایرن‌ها دست بکشد چرا که این دژ مسیر او را مسدود می‌کرد، به یک درگیری شدید بر سر آن میان بایرن و تیرول تبدیل شد و نقش محوری در درگیری مسلحانه در سال ۱۳۳۶ داشت.
در سال ۱۳۴۲، مارگارت مائولتش، دوشس تیرول، کوف‌اشتاین را از همسرش لودویگ از براندبورگ، پسر لودویگ چهارم، امپراتور مقدس روم، به عنوان یک هدیه عروسی دریافت کرد و کوف‌اشتاین برای نخستین بار در تاریخ بخشی از تیرول شد. زمانیکه مارگارت کل تیرول رو را در سال ۱۳۶۳ به دوک رودولف چهارم از هابسبورگ تحویل داد، بایرنی‌ها از او خواستند تا هدیه عروسی‌اش را به آنها پس بدهد، و به همین دلیل کوف‌اشتاین را غارت کردند.
این شهر به همراه دژ آن در سال ۱۵۰۴ توسط ماکسیمیلیان یکم، امپراتور مقدس روم محاصره شده و سپس فتح شد. سپس در میانهٔ سال ۱۵۱۸ و ۱۵۲۲، ماکسیمیلیان یک دژ بزرگ گردی شکل در کنار آن ساخت که به‌طور قابل‌توجهی بر قابلیت دفاعی آن افزود. از سال ۱۷۰۳ تا ۱۸۰۵ این دژ در اختیار بایرن بود، سپس در سال ۱۸۱۴ به اتریش برگردادنده شد.
در دوران امپراتوری اتریش-مجارستان، این دژ به عنوان یک زندان سیاسی برای تعدادی از مخالفان سیاسی به کار می‌رفت. نام آن در تاریخ مجارستان بسیار جا افتاده‌است.
فهرستی از مجارهای مشهور زندانی در این قلعه عبارتند از:
1. فرنتس کازینتسی، مدافع زبان و ادبیات مجارستانی از سال ۱۷۹۹ تا ۱۸۰۰،
2. کنتس بلانکا تلکی، یک شخص اجتماعی و مربی از سال ۱۸۵۳ تا ۱۸۵۶،
3. کلارا لیووی، مدرس،
4. سناتور میکلوس وسلنی، اشراف‌زادهٔ مجار، از سال ۱۷۸۵ تا ۱۷۸۹،
5. لازلو زنتیوبی سابو، شاعر، سال ۱۷۹۵،
6. گیورگی گال، واعظ پروتستان، از سال ۱۸۵۰ تا ۱۸۵۶،
7. ساندور روزسا، «رابین هود» مجارستان، انقلابی، از سال ۱۸۵۹ تا ۱۸۶۵،
8. ماته هابنر، اسقف انجیلی

اینجا همچنان جایی است که در دوران خیزش کراکوف در سال ۱۸۴۶، ۱۰۰ لهستانی به بند کشیده شدند.
این دژ اکنون موزهٔ شهر کوف‌اشتاین را در خود جای داده‌است. بخشی از آن نیز برای کنسرت‌ها و جلسات استفاده می‌شود.

## نگارخانه

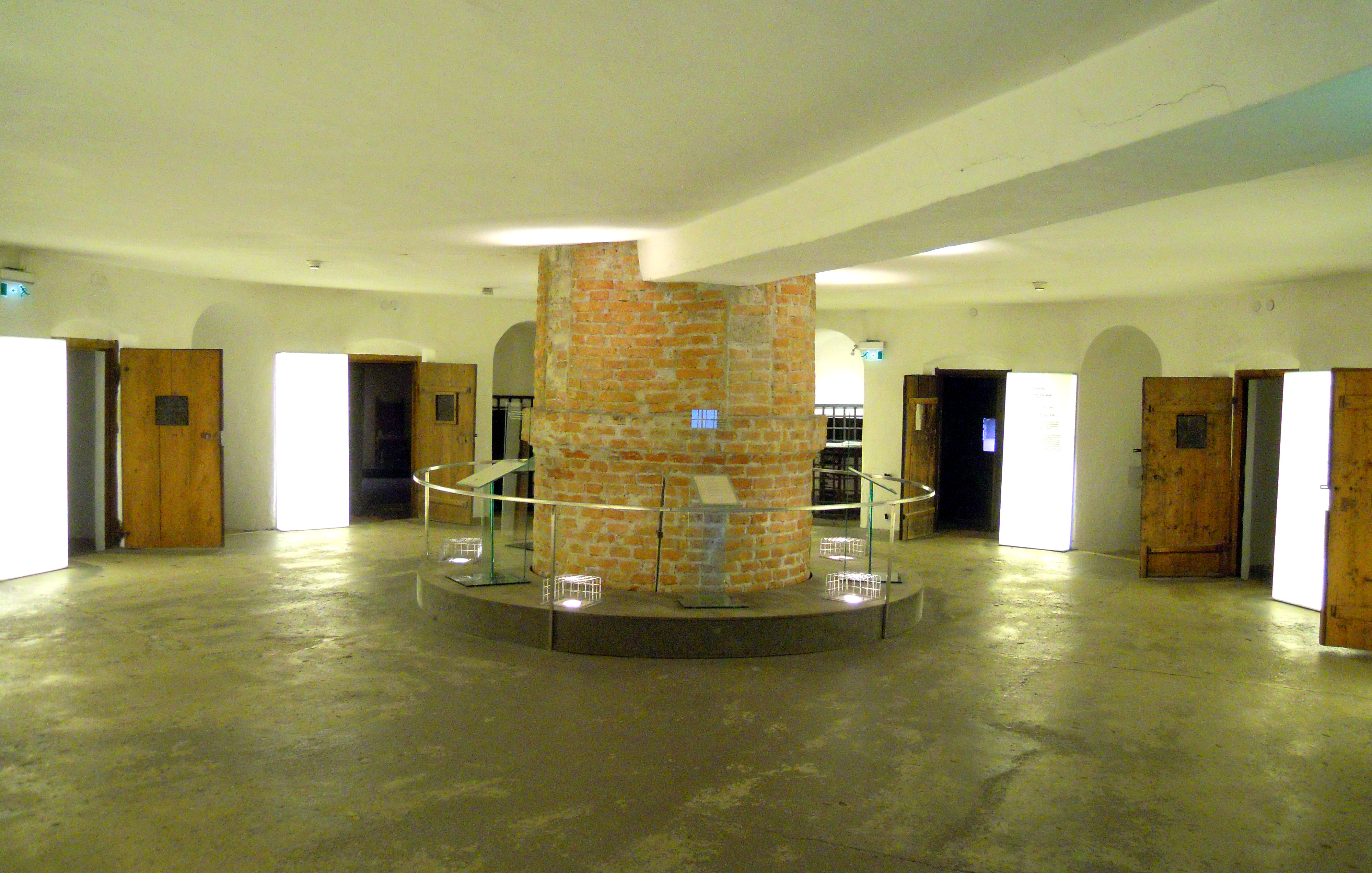
سلول‌های برج در دژ کوفشتاین
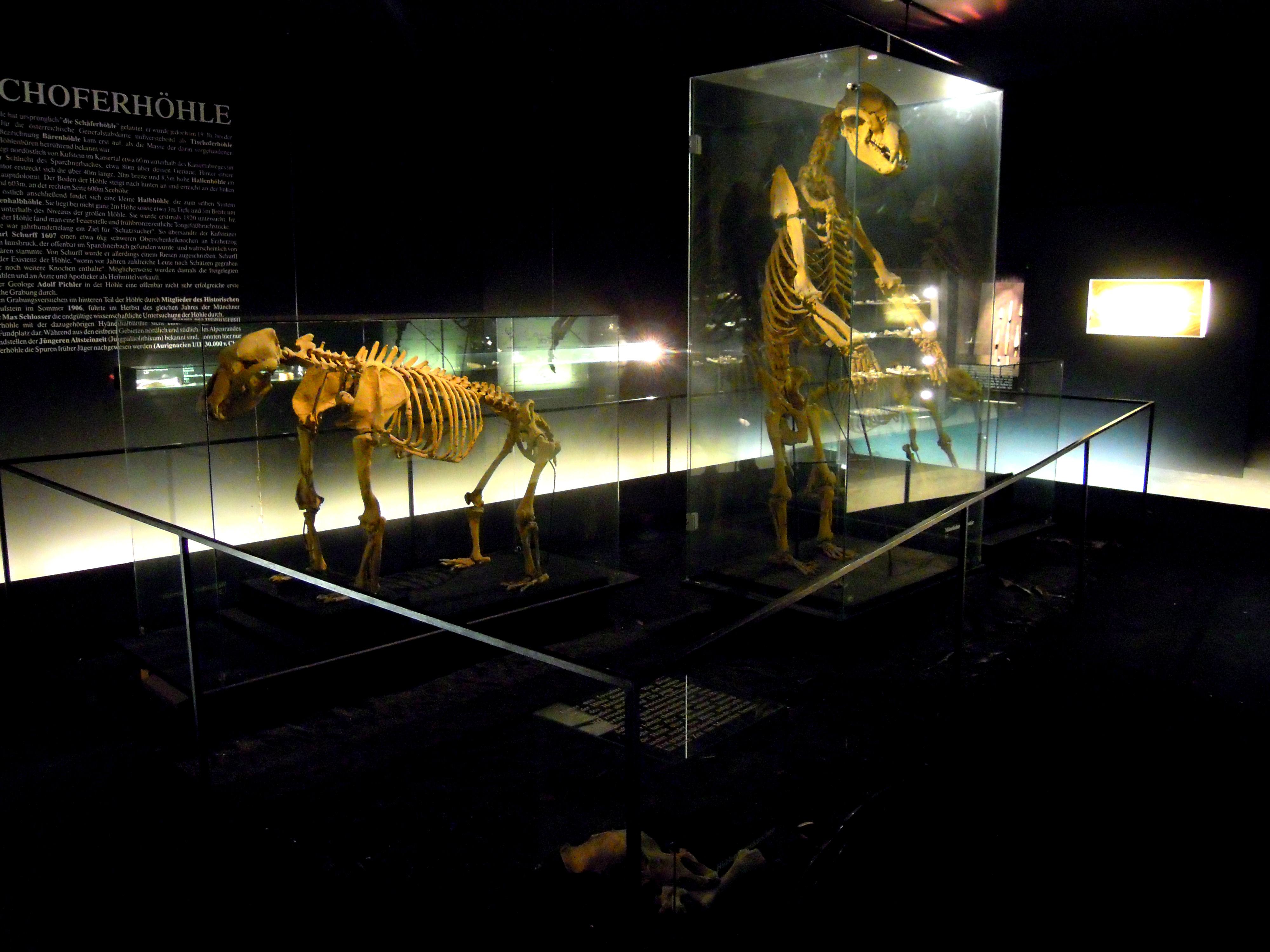
اسکلت حیوانات در موزه
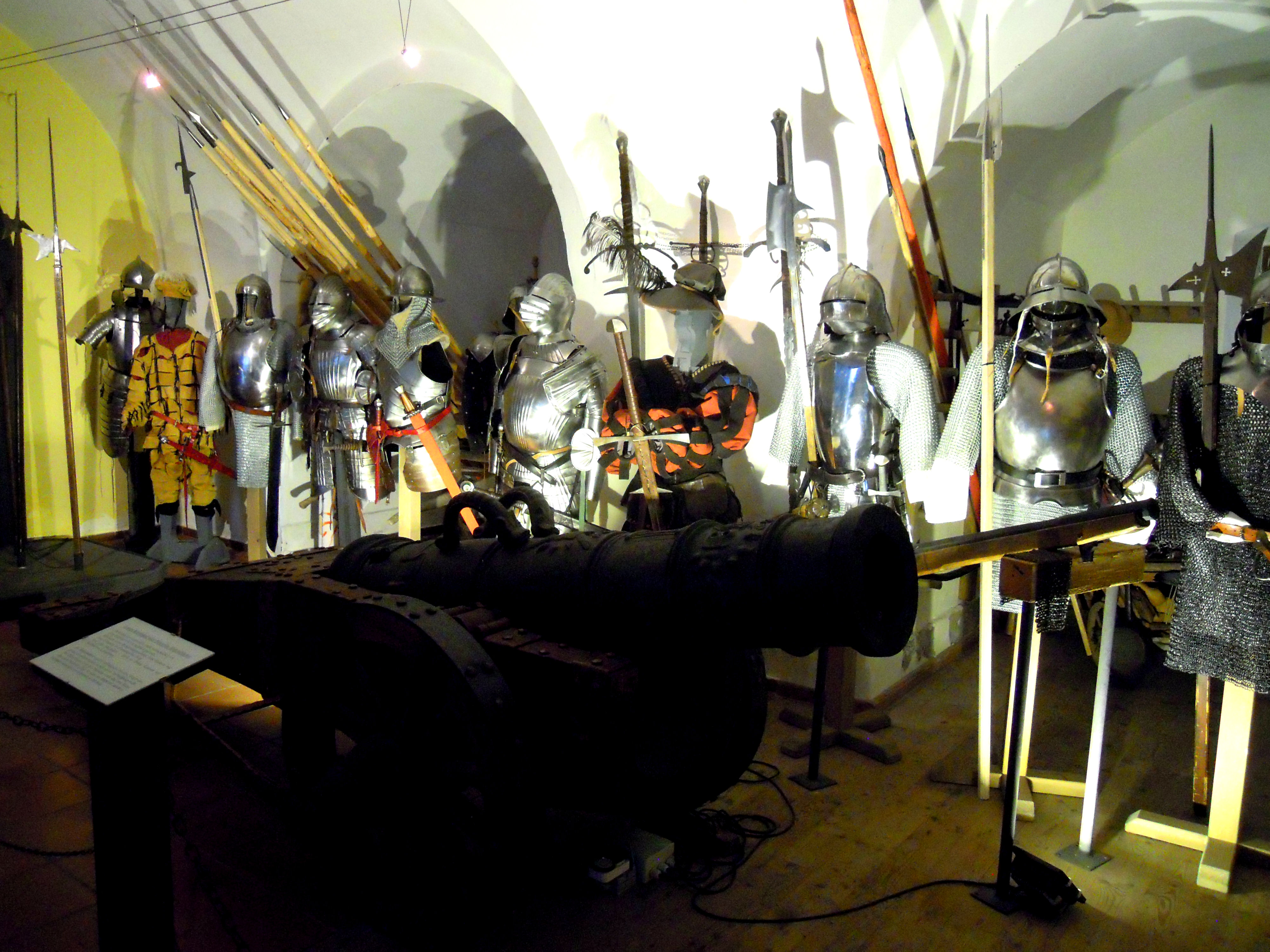
نمایشگاه زره در موزه
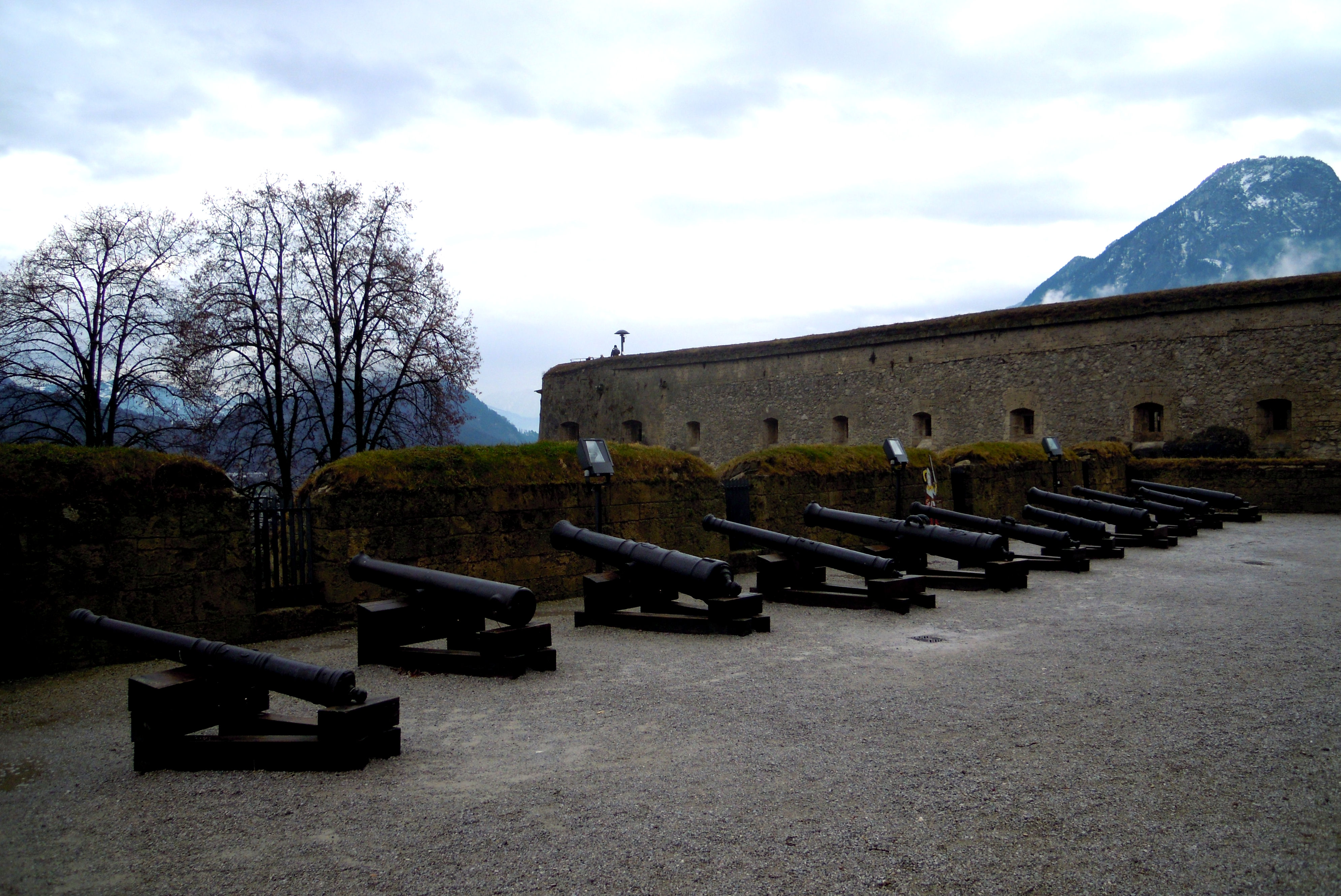
نمایشگاه توپخانه در دژ
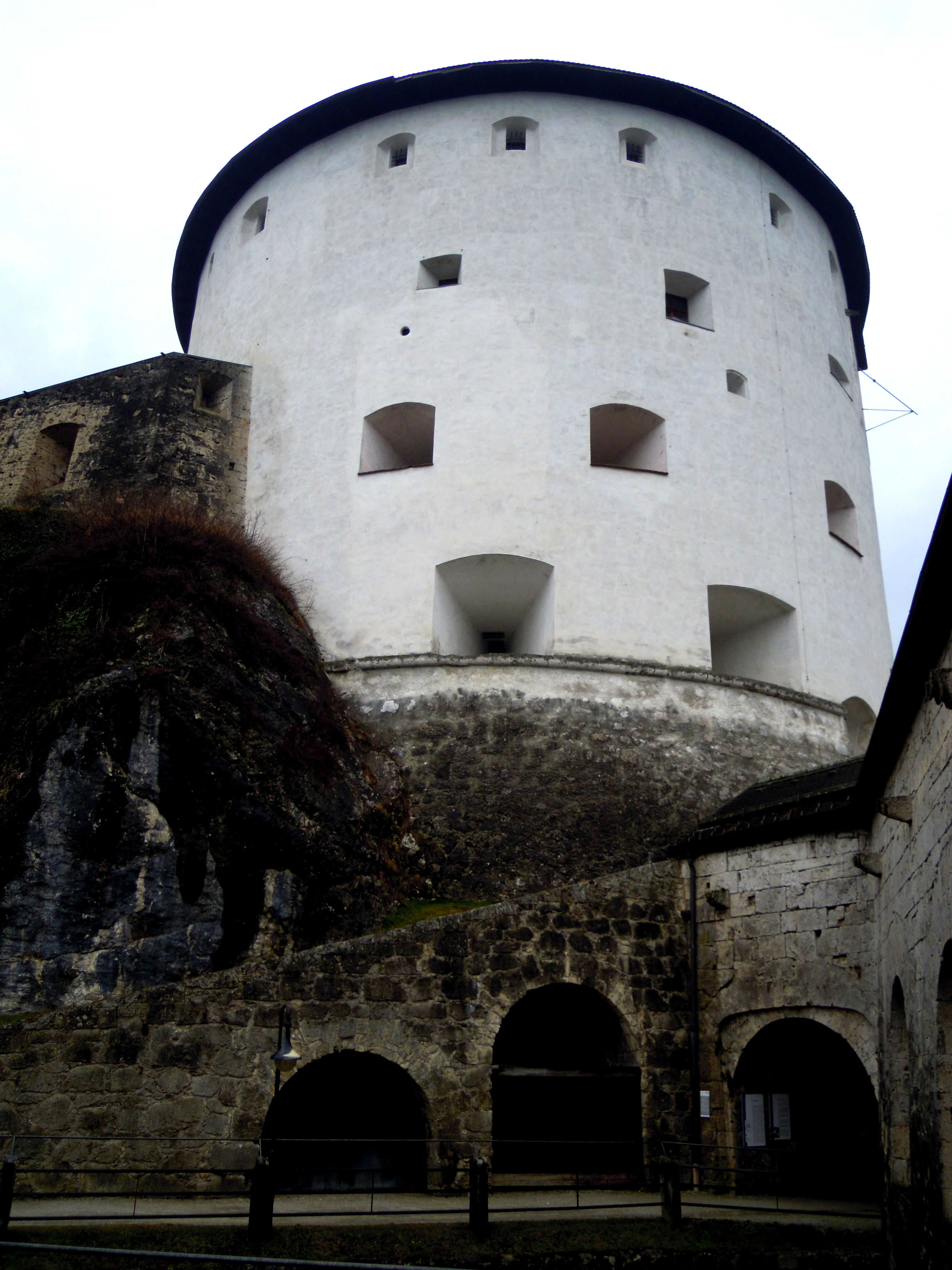
برج در دژ کوف‌اشتاین
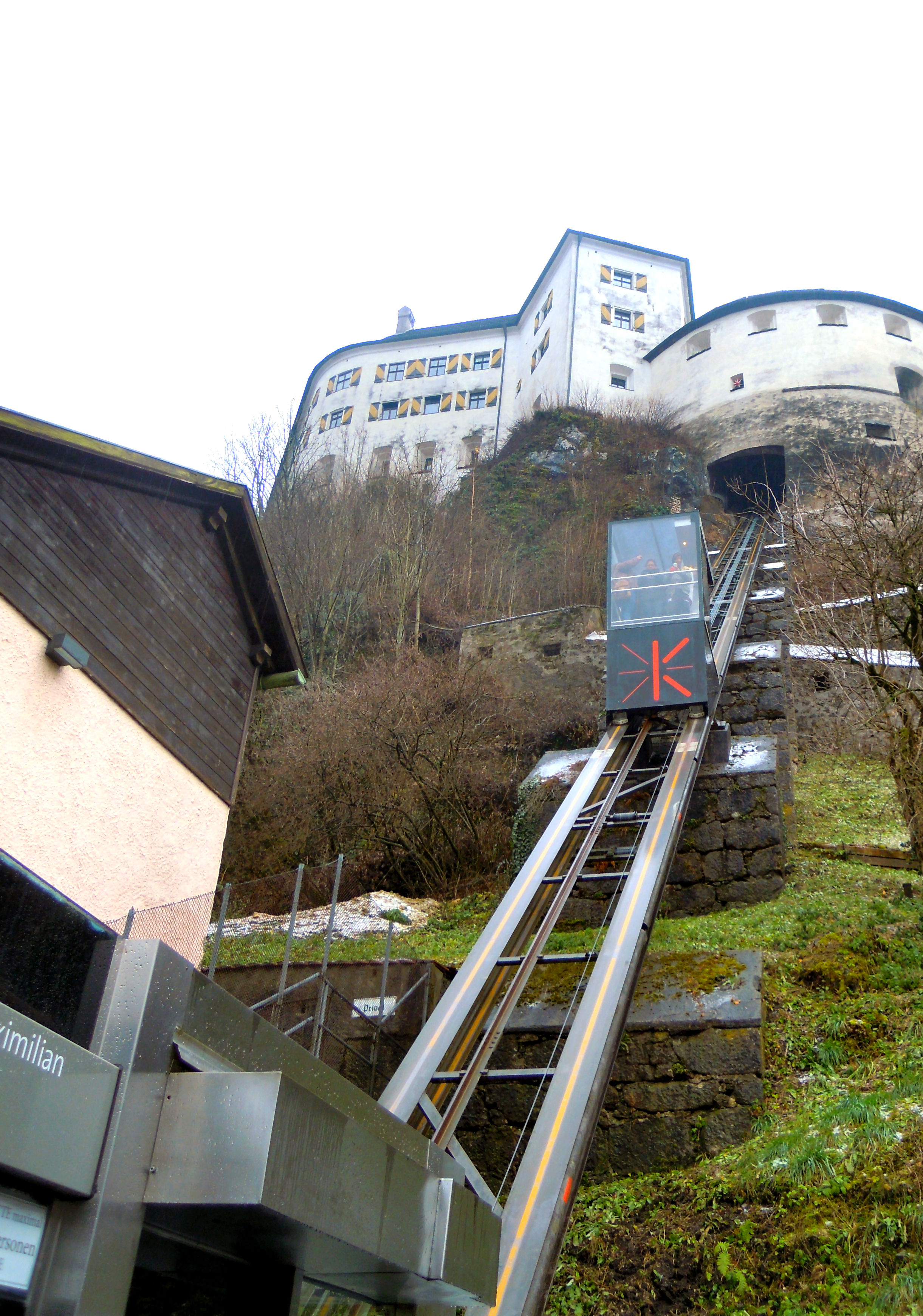
راه آهن قیصر ماکسیمیلیان